# وکر
وکر (به لاتین: Vekre) یک منطقهٔ مسکونی در نروژ است که در استاینکیر واقع شده‌است.

## خصوصیات
وکر ۱۲۲ متر بالاتر از سطح دریا واقع شده‌است.